# Viña del Mar Challenger 1987
Il Viña del Mar Challenger 1987 è stato un torneo di tennis facente parte della categoria ATP Challenger Series nell'ambito dell'ATP Challenger Series 1987. Il torneo si è giocato a Viña del Mar in Cile dal 19 al 25 gennaio 1987 su campi in terra rossa.

## Vincitori

### Singolare
Peter Moraing ha battuto in finale  Roberto Azar con il punteggio di 4–6, 6–1, 6–4

### Doppio
Francisco González /  Víctor Pecci hanno battuto in finale  José López Maeso /  Alberto Tous con il punteggio di 3–6, 6–3, 6–1